# Край, в котором ты живёшь
«Край, в котором ты живёшь» — советский лирико-патриотический мультфильм по рисункам детей Советского Союза, созданный в 1972 году режиссёром Ефимом Гамбургом.

## Сюжет
Мультфильм, снятый по рисункам и с использованием рисунков советских детей, про то, что нужно любить места, в которых ты живёшь, свой край, свою Родину — СССР.

Группа детей-октябрят в сопровождении учительницы совершает экскурсию сначала по родному городу, затем — на поезде, самолёте, корабле по дружным республикам необъятного Советского Союза, и, наконец, на космическом корабле в космос…

## Съёмочная группа
- Авторы сценария: Юрий Энтин, Ефим Гамбург
- Режиссёр — Ефим Гамбург
- Художник-постановщик — Даниил Менделевич
- Композитор — Геннадий Гладков
- Текст песни — Юрий Энтин
- Редактор — Раиса Фричинская
- Оператор — Михаил Друян
- Звукооператор — Георгий Мартынюк
- Монтажёр — Изабелла Герасимова
- Художники-мультипликаторы: Эльвира Маслова, Рената Миренкова
- Директор картины — Фёдор Иванов
- Песню исполняют: Светлана Виноградова, воспитанники детского сада № 2016 г. Москвы и хоровая студия «Пионерия» /руководитель Г. Струве/.

## Песня в мультфильме
В мультфильме звучит песня «Край, в котором ты живешь» (Г. Гладков — Ю. Энтин).